# Il terzo tempo (film 1962)
Il terzo tempo (Tретий тайм) è un film del 1962 diretto da Evgenij Karelov.
Film liberamente ispirato alla partita della morte tenutasi a Kiev il 9 agosto 1942 tra una mista di calciatori di Dynamo e Lokomotiv ed una squadra composta da ufficiali della Luftwaffe, l'aeronautica militare tedesca durante la seconda guerra mondiale.
In Italia il film non uscì mai nelle sale cinematografiche, solo di recente si è visto dapprima in TV su RaiSat Cinema e successivamente proiettato occasionalmente in alcune rassegne cinematografiche. È stato trasmesso da Rai Movie la mattina di sabato 12 gennaio 2013.

## Trama
Nel 1942 le armate naziste di Adolf Hitler hanno invaso il suolo sovietico. Da un campo di concentramento vengono scelti dei prigionieri russi che, prima della guerra, erano stati dei calciatori. I tedeschi, infatti, in occasione dell'anniversario dell'inizio delle ostilità, hanno deciso di disputare una partita di calcio con i russi, per dimostrare la "benevolenza" degli invasori.
Gli undici russi scelti per tale compito, ovviamente, appena sentiranno addosso quella libertà che era stata loro negata nei lager, tenteranno di fuggire. Ma le varie prove rimarranno senza successo.
La partita si disputerà, ma non sarà una normale competizione agonistica. In ballo, infatti, c'è l'onore del popolo russo sottomesso da una parte, e quello dei tedeschi invasori dall'altra.

## Influenza culturale
Quegli eventi del 1942 hanno influenzato molti artisti, così che nello stesso anno (1962) si hanno due film praticamente identici: il presente film russo, appunto, e l'ungherese Due tempi all'inferno. Dall'unione degli elementi di questi due film nel 1981 ne è nato un terzo, Fuga per la vittoria di John Huston, che sebbene vorrebbe rifarsi agli eventi storici, in pratica è un fedele remake (il goal di rovesciata di Pelé in quest'ultimo film è straordinariamente identico ad una scena di Terzo tempo, così come altri elementi).
La sceneggiatura de Il terzo tempo è di Aleksandr Borščagovskij, tratta da un romanzo scritto da lui stesso, Trevozhnye oblaka, e si basa, come dice una scritta all'inizio del film, su fatti realmente accaduti.
Malgrado l'argomento e le ideologie in ballo, il film riesce a non scadere mai nell'eccessivo patriottismo, riuscendo a mantenere un ottimo ritmo ed un gusto delicato. La storia si svolge in modo scorrevole e senza "rallentamenti", con un gusto molto occidentale rispetto alla cinematografia russa, più attenta alla riflessione che all'azione, nel senso hollywoodiano del termine.
Il film può essere tranquillamente diviso in due parti. Nella prima c'è la presentazione dei personaggi, dei loro caratteri e tutti gli eventi prima della partita, mentre la seconda parte verte esclusivamente sulla partita stessa. La prima parte segue i canoni del film di guerra, mostrando la città invasa piegata dalla rovina, sia fisica che morale. Ci sono i traditori ed i traditi, le vittime ed i carnefici, ma soprattutto i tentativi dei protagonisti di fuggire. Attenzione però, non fuggire per salvarsi la vita, bensì per poter tornare in prima linea a combattere. Una certa "epicità" in un film di guerra è accettabile. La macchina da presa è piuttosto statica, regalando comunque degli intensi primi piani dei volti dei prigionieri, volti scavati e provati dalla vita nei campi di concentramento.
La seconda parte invece cambia completamente stile registico. L'azione della partita, sebbene frastagliata da un montaggio serrato, dovuto all'uso di calciatori non professionisti, è intensa ed appassionante. Man mano poi che il gioco procede, si assiste al risveglio artistico del regista, che alterna con insospettata audacia i primi piani dei giocatori, con espressioni accentuate al massimo, ad azioni in varie soggettive. Infatti la macchina da presa perde tutta la staticità usata fino a quel momento, riprendendo l'azione calcistica alternativamente dal punto di vista dei giocatori, del pubblico, dell'arbitro ed addirittura del pallone!
Più ci si avvicina alla fine del film e più le invenzioni stilistiche prendono il sopravvento, come se il regista usasse il proprio film per manifestare la vita e la voglia di ribellarsi al giogo degli invasori, di qualsiasi nazionalità e credo essi siano.